# Pimelodus macrospila
Pimelodus macrospila és una espècie de peix de la família dels pimelòdids i de l'ordre dels siluriformes.